# Mercedes-Benz L 312
Der Mercedes-Benz L 312 ist ein zweiachsiger Lastwagen von Mercedes-Benz, der ab 1953 in Mannheim gebaut wurde. Er entspricht weitgehend dem Typ L 311. Wegen ihrer Motorleistung von anfangs 90 PS (66 kW) waren beide Typen zu ihrer Zeit als „90er Mercedes“ bekannt. Zunächst wurde das Fahrzeug als Pritschen- und als Kippbrücken-LKW gebaut und als L 4500 bezeichnet. 4500 entspricht dabei der geringsten maximal zulässigen Zuladung in Kilogramm von Lastwagen dieser Baureihe vor der Umbenennung. Ab 1954 hießen die Fahrzeuge L 312. Es gab sie als Pritschen- und Kipper-LKW, Zugmaschinen und als Fahrgestelle für Sonderaufbauten. Die Produktion endete 1961. Im gesamten Produktionszeitraum setzte Mercedes-Benz 73033 Fahrzeuge ab, rund 7700 davon mit Allradantrieb. Das Fahrzeug wurde auch in Argentinien und Brasilien produziert.

## Modellvarianten
Die Fahrzeuge des Typs L 312 wurden in sieben verschiedenen Grundausführungen gefertigt:
- L 312: Basismodell, Hinterradantrieb, Pritsche
- LK 312: Hinterradantrieb, Kippbrücke
- LA 312: Allradantrieb, Pritsche
- LAK 312: Allradantrieb, Kippbrücke
- LS 312: Straßenzugmaschine, Hinterradantrieb
- LAS 312: Straßenzugmaschine, Allradantrieb
- LP 312: Frontlenkerfahrgestell ohne Aufbau, Hinterradantrieb

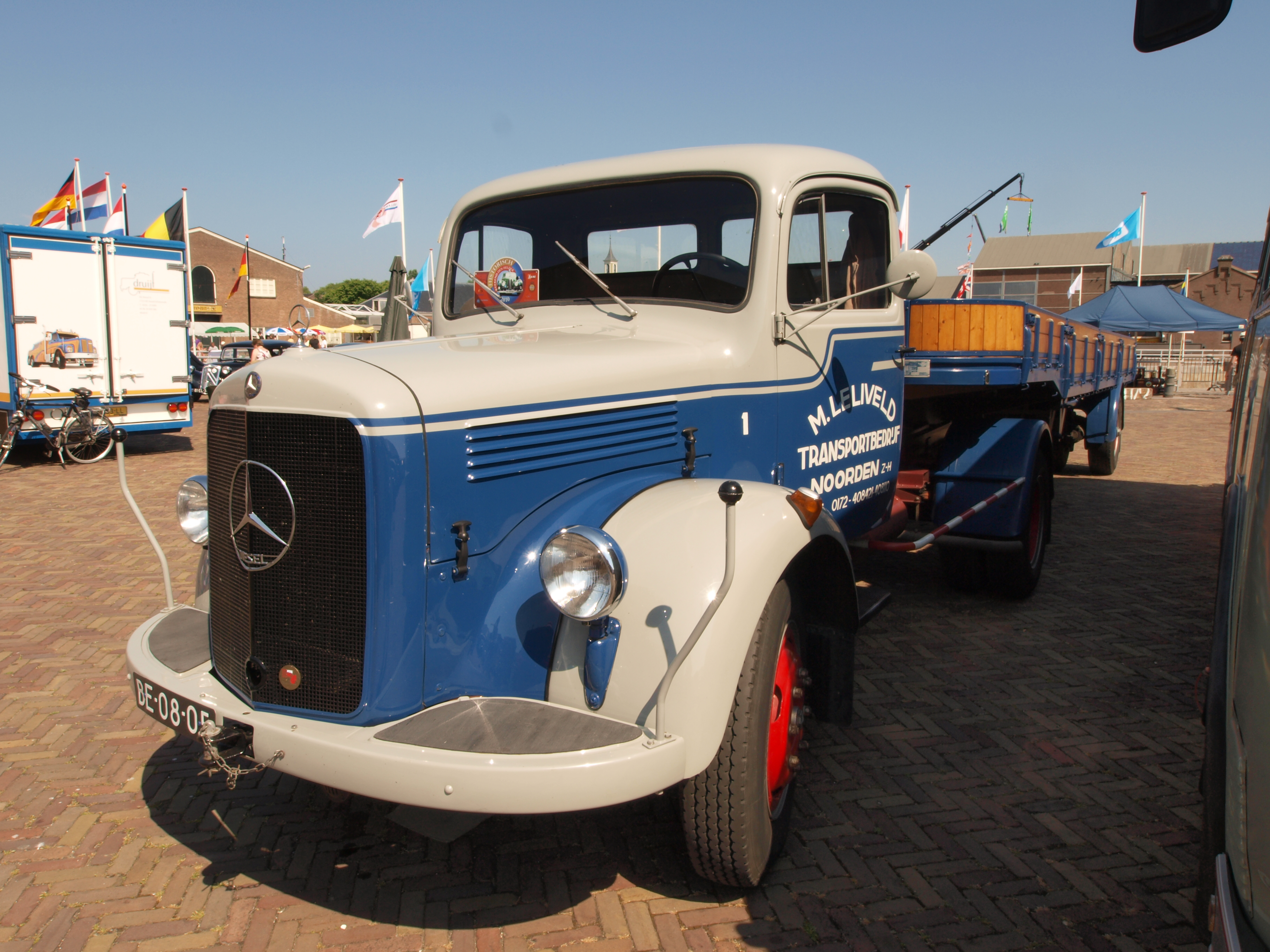
LS 312
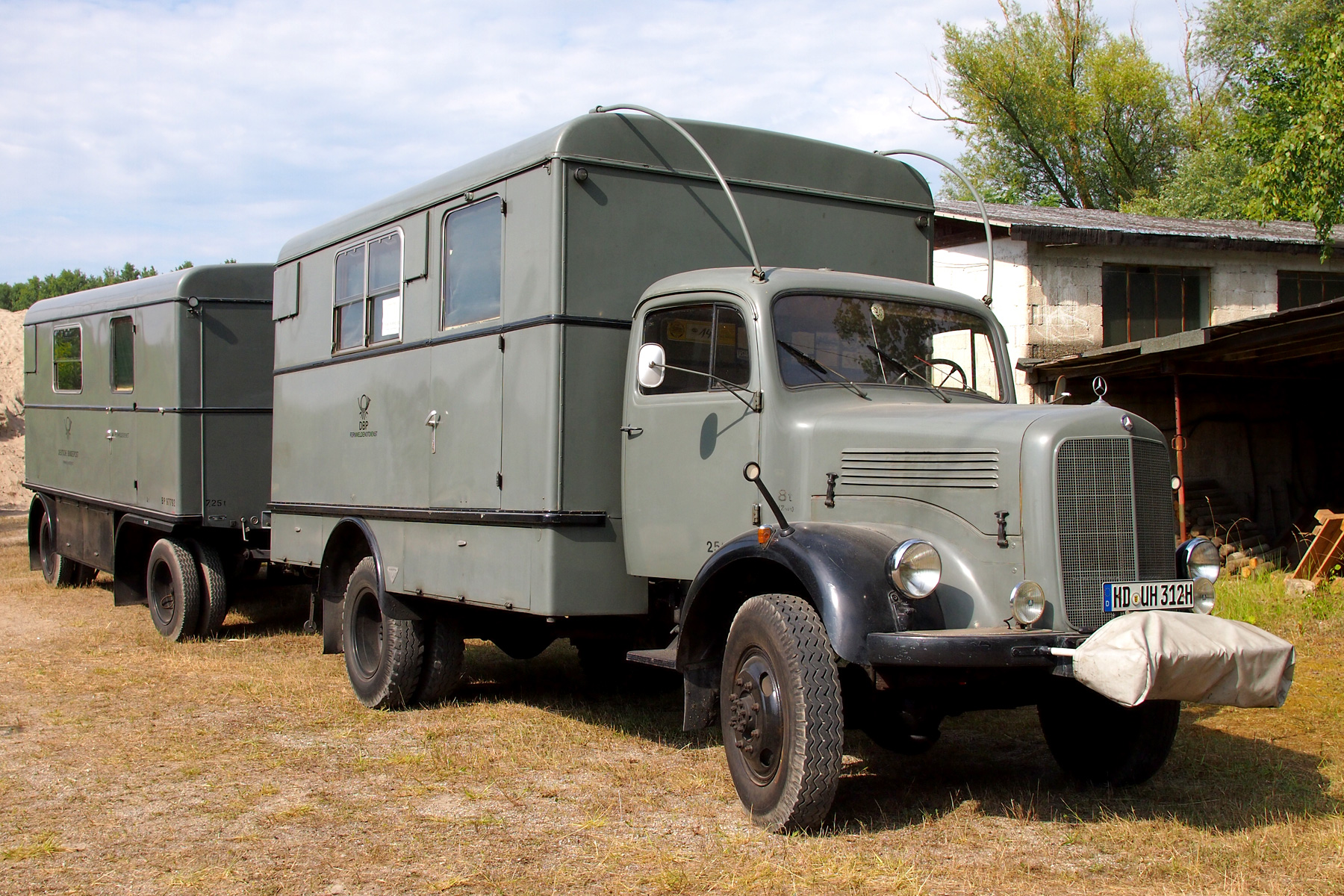
LA 312
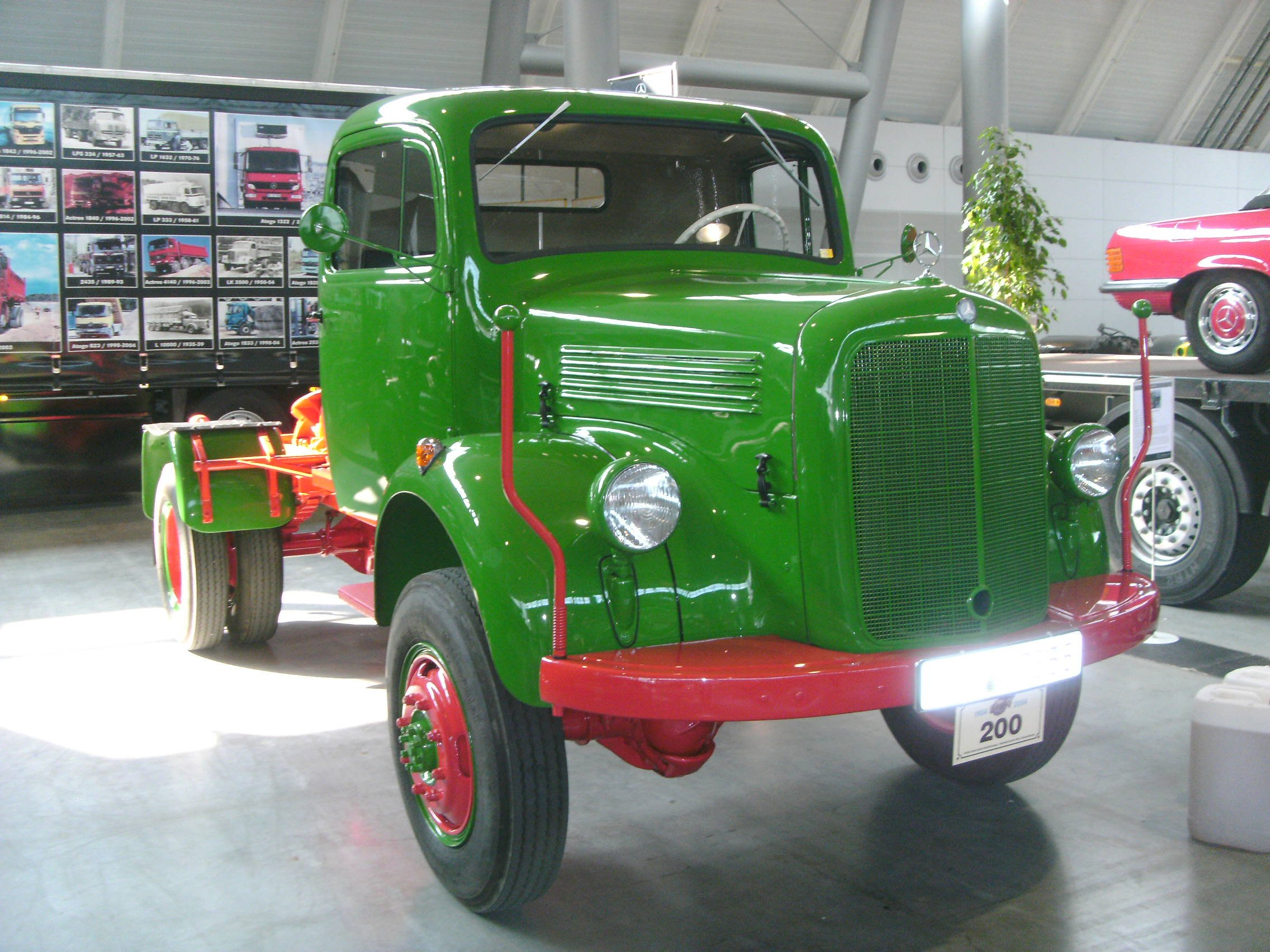
LAS 312
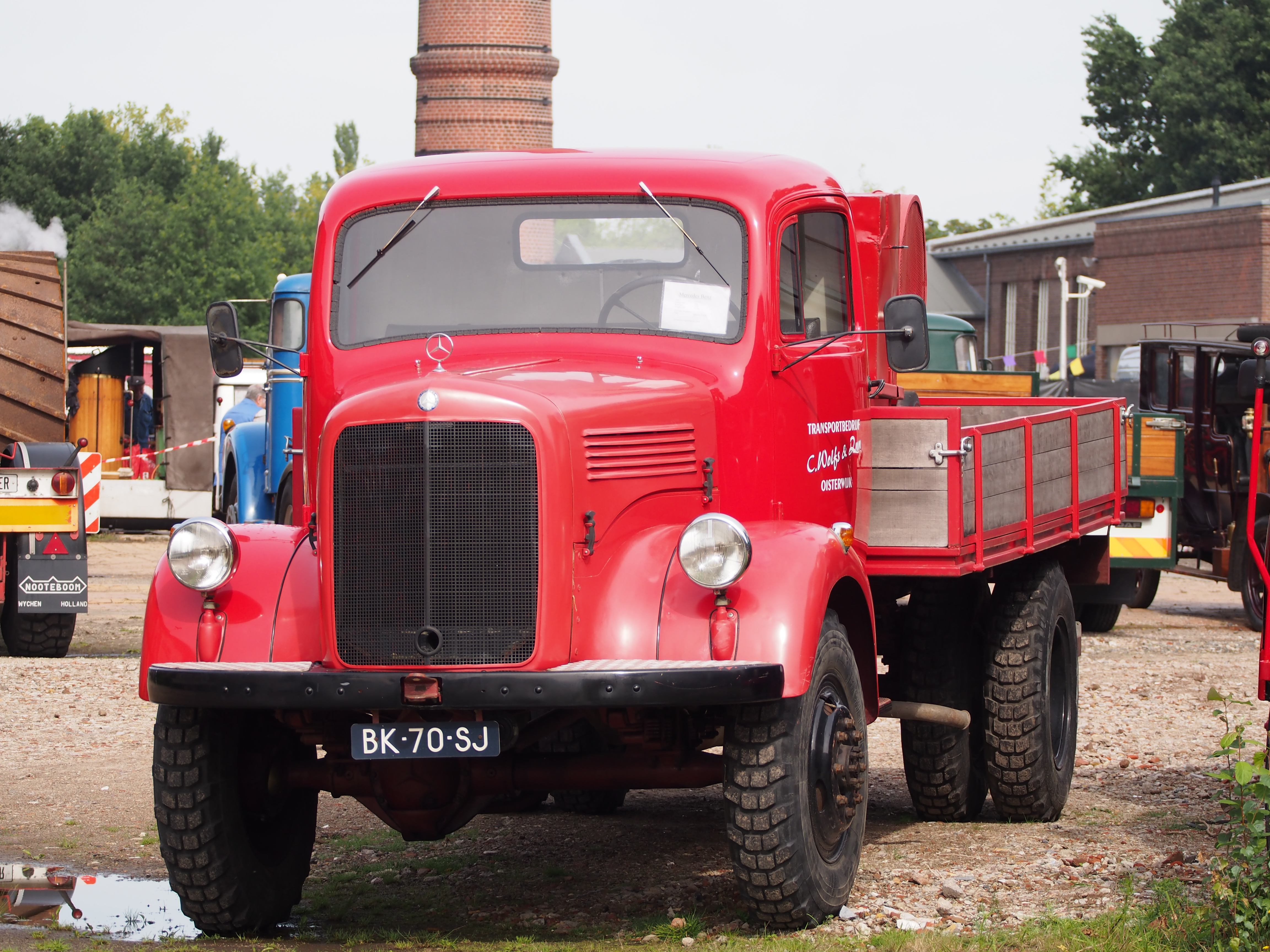
LAK 312

## Technik

### Fahrwerk und Getriebe
Der Mercedes-Benz L 312 hat einen modularen Leiterrahmen für die Radstände 3600, 4200 und 4830 mm sowie vorn und hinten Starrachsen an je zwei halbelliptischen Blattfedern. Zusätzlich sind an der Vorderachse Teleskop- oder Hebelstoßdämpfer und an der Hinterachse zwei progressiv wirkende Zusatzfedern eingebaut. Die Reifen der Größe 8,25–20 sind auf geteilte Schrägschulterfelgen der Größe 6.5-20 aufgezogen. An der Hinterachse ist der Wagen zwillingsbereift. An allen Rädern gibt es hydraulisch mit Druckluftunterstützung (Bremsservo) betätigte Innenbacken-Trommelbremsen. Die Fahrzeuge, die sowohl als Rechts- wie als Linkslenker lieferbar waren, haben eine Kugelumlauflenkung mit ungeteilter Spurstange von Mercedes-Benz. Bei den noch als L 4500 bezeichneten Fahrzeugen hingegen ist es eine ZF-Rosslenkung des Typs 704.
Vom Motor wird die Kraft über eine Einscheibentrockenkupplung des Typs Fichtel & Sachs H32 auf das Getriebe übertragen. Das Getriebe, eine Eigenentwicklung von Mercedes-Benz, ist ein auf Wunsch vollsynchronisiertes Fünfganggetriebe mit Kugelschaltung. Vom Getriebe wird die Antriebskraft über zwei Gelenkwellen auf das Kegelrad-Differenzial an der Hinterachse übertragen; allradgetriebene Fahrzeuge haben zusätzlich ein Verteilergetriebe und eine Gelenkwelle zur Vorderachse. Eine Differenzialsperre gab es weder für Hinterachse noch für Vorderachse.

### Motor

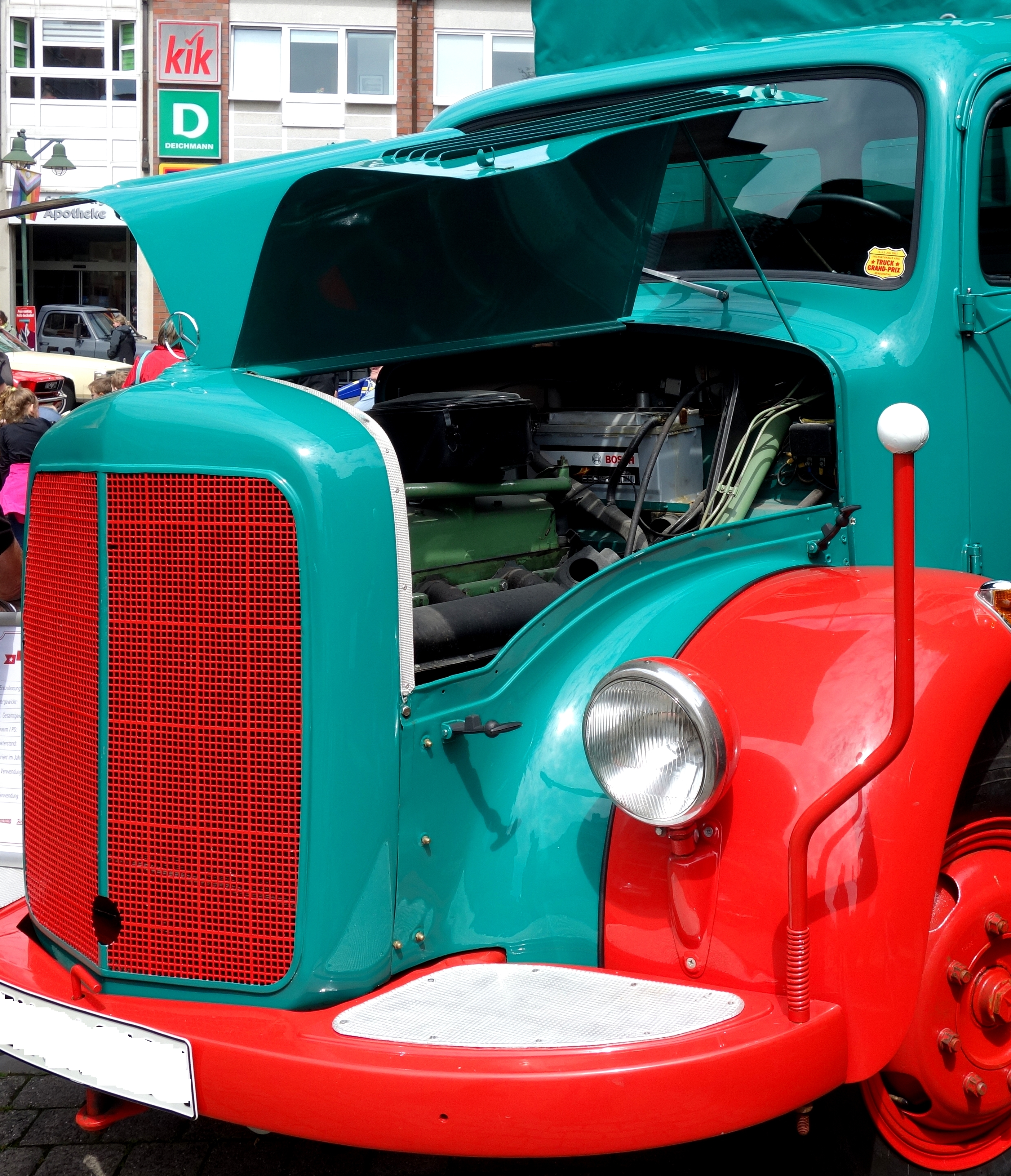
Blick in den Motorraum

Der Motor ist in allen Fahrzeugen der Mercedes-Benz OM 312, ein stehender Reihen-Sechszylinder-Viertakt-Dieselmotor mit zwei Ventilen, Vorkammereinspritzung und Wasserkühlung. Der Zylinderblock aus nickellegiertem Gusseisen und das geteilte Kurbelgehäuse sind aus einem Guss. Bei einer Zylinderbohrung von 90 mm und einem Kolbenhub von 120 mm hat der Motor einen Gesamthubraum von 4580 cm³. In den Zylindern laufen geschmiedete Kolben aus Leichtmetall von Mahle mit jeweils vier Kompressionsringen und zwei Ölabstreifringen. Die Kraft wird über schräggeteilte Pleuel auf eine geschmiedete und an den Lagerstellen gehärtete, siebenfach gelagerte Kurbelwelle übertragen. Pleuel und Kurbelwelle haben Bleibronze-Gleitlager mit Stahlstützschalen. Die Kurbelwelle ist mit sechs Gegengewichten und einem Schwingungsdämpfer versehen.
Im Kurbelgehäuse läuft eine vierfach in Gleitlagern gelagerte Nockenwelle, die über schrägverzahnte Stirnräder angetrieben wird. Sie betätigt über Stößel, Stoßstangen und Kipphebel die senkrecht hängenden Ventile. Jeder Zylinder hat ein Ein- und ein Auslassventil. Der alle Zylinder abdeckende Zylinderkopf aus Gusseisen ist abnehmbar und hat eine Asbestdichtung.
Die Druckumlaufschmierung arbeitet mit Zahnradölpumpe und einem Ölfilter im Hauptstrom. Das Öl wird von einem Ölkühler mit Temperaturregler gekühlt. Die Kraftstoffpumpe an der Einspritzpumpe fördert den Kraftstoff aus dem Tank durch einen Filzrohrfilter zur Einspritzpumpe des Typs Bosch PES 6 A70 B 410 RS 64/7, die ihn über Einspritzdüsen des Typs Bosch DNO SD 211 in die Vorkammern einspritzt. Die Einspritzpumpe hat einen Fliehkraftregler. Die Luft wird vor dem Kühler angesaugt und mit einem Ölbadluftfilter gereinigt, der auch das Ansauggeräusch des Motors dämpft. Gekühlt wird der Motor mit einem Röhrenkühler, dessen warme Abluft ein Ventilator fortbläst.
Der Motor leistete zunächst 90 PS (66 kW) bei 2800 min−1 und gab ein maximales Drehmoment von 27 kpm / 265 N·m bei 1600 min−1 ab. 1956 wurden Verdichtung und Drehzahl erhöht, die Steuerzeiten geändert und so die Leistung auf 100 PS (74 kW) gesteigert.

## Technische Daten
|                                    | L 312 (bis 1954: L 4500) | L 312 (bis 1954: L 4500) | L 312 (bis 1954: L 4500) | LK 312 (bis 1954: L 4500 K) | LP 312 | LP 312 | LP 312 | LA 312 | LA 312 | LAK 312 | LS 312 | LAS 312 |
| Maße, Gewichte                     | | | | | | | | | | | | |
| Länge                              | 6565 mm | 7265 mm | 8265 mm | 6220 mm | 6500 mm | 7435 mm | 8730 mm | 6525 mm | 7265 mm | 6220 mm | 5570 mm | 5570 mm |
| Breite                             | 2280 mm | 2280 mm | 2280 mm | 2280 mm | 2230 mm | 2230 mm | 2230 mm | 2300 mm | 2300 mm | 2300 mm | 2220 mm | 2300 mm |
| Höhe                               | 2310 mm | 2310 mm | 2310 mm | 2310 mm | Abhängig vom Aufbau | Abhängig vom Aufbau | Abhängig vom Aufbau | 2420 mm | 2420 mm | 2420 mm | 2310 mm | 2420 mm |
| Radstand                           | 3600 mm | 4200 mm | 4830 mm | 3600 mm | 3600 mm | 4200 mm | 4830 mm | 3600 mm | 4200 mm | 3600 mm | 3600 mm | 3600 mm |
| Leergewicht                        | 3220 (3290) kg | 3335 (3405) kg | 3530 (3600) kg | 3600 (3670) kg | 2605 [2665] kg | 2675 [2735] kg | 2755 [2815] kg | 3550 (3620) kg | 3650 (3720) kg | 4000 (4000) kg | 2725 [2785] kg | 3115 [3175] kg |
| Maximale Zuladung                  | 4600 [5000] kg | 4764 [5095] kg | 4570 [4900] kg | 4500 [4830] kg | 5495 [5835] kg | 5425 [5765] kg | 5345 [5685] kg | 4550 [4880] kg | 4450 [4780] kg | 4600 [4600] kg | 5300 [5700] kg | 4985 [5325] kg |
| Antriebsstrang                     | | | | | | | | | | | | |
| Kupplung                           | Fichtel & Sachs H32 | Fichtel & Sachs H32 | Fichtel & Sachs H32 | Fichtel & Sachs H32 | Fichtel & Sachs H32 | Fichtel & Sachs H32 | Fichtel & Sachs H32 | Fichtel & Sachs H32 | Fichtel & Sachs H32 | Fichtel & Sachs H32 | Fichtel & Sachs H32 | Fichtel & Sachs H32 |
| Getriebe                           | Mercedes-Benz-Fünfganggetriebe                                                                                                 | Mercedes-Benz-Fünfganggetriebe                                                                                                 | Mercedes-Benz-Fünfganggetriebe                                                                                                 | Mercedes-Benz-Fünfganggetriebe                                                                                                 | Mercedes-Benz-Fünfganggetriebe                                                                                                 | Mercedes-Benz-Fünfganggetriebe                                                                                                 | Mercedes-Benz-Fünfganggetriebe                                                                                                 | Mercedes-Benz-Fünfganggetriebe                                                                                                 | Mercedes-Benz-Fünfganggetriebe                                                                                                 | Mercedes-Benz-Fünfganggetriebe                                                                                                 | Mercedes-Benz-Fünfganggetriebe                                                                                                 | Mercedes-Benz-Fünfganggetriebe                                                                                                 |
| Getriebeübersetzungen              | 1. Gang: 7,37 {8,02} 2. Gang: 4,23 {4,785} 3. Gang: 2,49 {2,736} 4. Gang: 1,56 {1,663} 5. Gang: 1,0 {1,0} R. Gang: 7,15 {8,29} | 1. Gang: 7,37 {8,02} 2. Gang: 4,23 {4,785} 3. Gang: 2,49 {2,736} 4. Gang: 1,56 {1,663} 5. Gang: 1,0 {1,0} R. Gang: 7,15 {8,29} | 1. Gang: 7,37 {8,02} 2. Gang: 4,23 {4,785} 3. Gang: 2,49 {2,736} 4. Gang: 1,56 {1,663} 5. Gang: 1,0 {1,0} R. Gang: 7,15 {8,29} | 1. Gang: 7,37 {8,02} 2. Gang: 4,23 {4,785} 3. Gang: 2,49 {2,736} 4. Gang: 1,56 {1,663} 5. Gang: 1,0 {1,0} R. Gang: 7,15 {8,29} | 1. Gang: 7,37 {8,02} 2. Gang: 4,23 {4,785} 3. Gang: 2,49 {2,736} 4. Gang: 1,56 {1,663} 5. Gang: 1,0 {1,0} R. Gang: 7,15 {8,29} | 1. Gang: 7,37 {8,02} 2. Gang: 4,23 {4,785} 3. Gang: 2,49 {2,736} 4. Gang: 1,56 {1,663} 5. Gang: 1,0 {1,0} R. Gang: 7,15 {8,29} | 1. Gang: 7,37 {8,02} 2. Gang: 4,23 {4,785} 3. Gang: 2,49 {2,736} 4. Gang: 1,56 {1,663} 5. Gang: 1,0 {1,0} R. Gang: 7,15 {8,29} | 1. Gang: 7,37 {8,02} 2. Gang: 4,23 {4,785} 3. Gang: 2,49 {2,736} 4. Gang: 1,56 {1,663} 5. Gang: 1,0 {1,0} R. Gang: 7,15 {8,29} | 1. Gang: 7,37 {8,02} 2. Gang: 4,23 {4,785} 3. Gang: 2,49 {2,736} 4. Gang: 1,56 {1,663} 5. Gang: 1,0 {1,0} R. Gang: 7,15 {8,29} | 1. Gang: 7,37 {8,02} 2. Gang: 4,23 {4,785} 3. Gang: 2,49 {2,736} 4. Gang: 1,56 {1,663} 5. Gang: 1,0 {1,0} R. Gang: 7,15 {8,29} | 1. Gang: 7,37 {8,02} 2. Gang: 4,23 {4,785} 3. Gang: 2,49 {2,736} 4. Gang: 1,56 {1,663} 5. Gang: 1,0 {1,0} R. Gang: 7,15 {8,29} | 1. Gang: 7,37 {8,02} 2. Gang: 4,23 {4,785} 3. Gang: 2,49 {2,736} 4. Gang: 1,56 {1,663} 5. Gang: 1,0 {1,0} R. Gang: 7,15 {8,29} |
| Höchstgeschwindigkeit              | 76 km/h | 76 km/h | 76 km/h | 76 km/h | 76 km/h | 76 km/h | 76 km/h | 75 km/h | 75 km/h | 75 km/h | 76 km/h | 75 km/h |
| Motor                              | | | | | | | | | | | | |
| Typ                                | Reihen-Sechszylinder-Viertakt-Zweiventil-Vorkammer-Dieselmotor                                                                 | Reihen-Sechszylinder-Viertakt-Zweiventil-Vorkammer-Dieselmotor                                                                 | Reihen-Sechszylinder-Viertakt-Zweiventil-Vorkammer-Dieselmotor                                                                 | Reihen-Sechszylinder-Viertakt-Zweiventil-Vorkammer-Dieselmotor                                                                 | Reihen-Sechszylinder-Viertakt-Zweiventil-Vorkammer-Dieselmotor                                                                 | Reihen-Sechszylinder-Viertakt-Zweiventil-Vorkammer-Dieselmotor                                                                 | Reihen-Sechszylinder-Viertakt-Zweiventil-Vorkammer-Dieselmotor                                                                 | Reihen-Sechszylinder-Viertakt-Zweiventil-Vorkammer-Dieselmotor                                                                 | Reihen-Sechszylinder-Viertakt-Zweiventil-Vorkammer-Dieselmotor                                                                 | Reihen-Sechszylinder-Viertakt-Zweiventil-Vorkammer-Dieselmotor                                                                 | Reihen-Sechszylinder-Viertakt-Zweiventil-Vorkammer-Dieselmotor                                                                 | Reihen-Sechszylinder-Viertakt-Zweiventil-Vorkammer-Dieselmotor                                                                 |
| Motorbezeichnung                   | Mercedes-Benz OM 312 | Mercedes-Benz OM 312 | Mercedes-Benz OM 312 | Mercedes-Benz OM 312 | Mercedes-Benz OM 312 | Mercedes-Benz OM 312 | Mercedes-Benz OM 312 | Mercedes-Benz OM 312 | Mercedes-Benz OM 312 | Mercedes-Benz OM 312 | Mercedes-Benz OM 312 | Mercedes-Benz OM 312 |
| Bohrung ×Hub                       | 90 × 120 mm | 90 × 120 mm | 90 × 120 mm | 90 × 120 mm | 90 × 120 mm | 90 × 120 mm | 90 × 120 mm | 90 × 120 mm | 90 × 120 mm | 90 × 120 mm | 90 × 120 mm | 90 × 120 mm |
| Hubraum                            | 4580 cm³ | 4580 cm³ | 4580 cm³ | 4580 cm³ | 4580 cm³ | 4580 cm³ | 4580 cm³ | 4580 cm³ | 4580 cm³ | 4580 cm³ | 4580 cm³ | 4580 cm³ |
| Nennleistung                       | 90 PS / 66 kW bei 2800 min−1 (bis 1956) 100 PS / 74 kW bei 3000 min−1 (ab 1956)                                                | 90 PS / 66 kW bei 2800 min−1 (bis 1956) 100 PS / 74 kW bei 3000 min−1 (ab 1956)                                                | 90 PS / 66 kW bei 2800 min−1 (bis 1956) 100 PS / 74 kW bei 3000 min−1 (ab 1956)                                                | 90 PS / 66 kW bei 2800 min−1 (bis 1956) 100 PS / 74 kW bei 3000 min−1 (ab 1956)                                                | 90 PS / 66 kW bei 2800 min−1 (bis 1956) 100 PS / 74 kW bei 3000 min−1 (ab 1956)                                                | 90 PS / 66 kW bei 2800 min−1 (bis 1956) 100 PS / 74 kW bei 3000 min−1 (ab 1956)                                                | 90 PS / 66 kW bei 2800 min−1 (bis 1956) 100 PS / 74 kW bei 3000 min−1 (ab 1956)                                                | 90 PS / 66 kW bei 2800 min−1 (bis 1956) 100 PS / 74 kW bei 3000 min−1 (ab 1956)                                                | 90 PS / 66 kW bei 2800 min−1 (bis 1956) 100 PS / 74 kW bei 3000 min−1 (ab 1956)                                                | 90 PS / 66 kW bei 2800 min−1 (bis 1956) 100 PS / 74 kW bei 3000 min−1 (ab 1956)                                                | 90 PS / 66 kW bei 2800 min−1 (bis 1956) 100 PS / 74 kW bei 3000 min−1 (ab 1956)                                                | 90 PS / 66 kW bei 2800 min−1 (bis 1956) 100 PS / 74 kW bei 3000 min−1 (ab 1956)                                                |
| Maximales Drehmoment               | 27 kpm / 265 N·m bei 1600 min−1                                                                                                | 27 kpm / 265 N·m bei 1600 min−1                                                                                                | 27 kpm / 265 N·m bei 1600 min−1                                                                                                | 27 kpm / 265 N·m bei 1600 min−1                                                                                                | 27 kpm / 265 N·m bei 1600 min−1                                                                                                | 27 kpm / 265 N·m bei 1600 min−1                                                                                                | 27 kpm / 265 N·m bei 1600 min−1                                                                                                | 27 kpm / 265 N·m bei 1600 min−1                                                                                                | 27 kpm / 265 N·m bei 1600 min−1                                                                                                | 27 kpm / 265 N·m bei 1600 min−1                                                                                                | 27 kpm / 265 N·m bei 1600 min−1                                                                                                | 27 kpm / 265 N·m bei 1600 min−1                                                                                                |
| Verdichtungsverhältnis             | 19;5:1 (bis 1956) 19,8:1 (ab 1956)                                                                                             | 19;5:1 (bis 1956) 19,8:1 (ab 1956)                                                                                             | 19;5:1 (bis 1956) 19,8:1 (ab 1956)                                                                                             | 19;5:1 (bis 1956) 19,8:1 (ab 1956)                                                                                             | 19;5:1 (bis 1956) 19,8:1 (ab 1956)                                                                                             | 19;5:1 (bis 1956) 19,8:1 (ab 1956)                                                                                             | 19;5:1 (bis 1956) 19,8:1 (ab 1956)                                                                                             | 19;5:1 (bis 1956) 19,8:1 (ab 1956)                                                                                             | 19;5:1 (bis 1956) 19,8:1 (ab 1956)                                                                                             | 19;5:1 (bis 1956) 19,8:1 (ab 1956)                                                                                             | 19;5:1 (bis 1956) 19,8:1 (ab 1956)                                                                                             | 19;5:1 (bis 1956) 19,8:1 (ab 1956)                                                                                             |
| Zündfolge                          | 1-5-3-6-2-4 | 1-5-3-6-2-4 | 1-5-3-6-2-4 | 1-5-3-6-2-4 | 1-5-3-6-2-4 | 1-5-3-6-2-4 | 1-5-3-6-2-4 | 1-5-3-6-2-4 | 1-5-3-6-2-4 | 1-5-3-6-2-4 | 1-5-3-6-2-4 | 1-5-3-6-2-4 |
| Motormasse                         | 382 kg | 382 kg | 382 kg | 382 kg | 382 kg | 382 kg | 382 kg | 382 kg | 382 kg | 382 kg | 382 kg | 382 kg |
| Glühkerze                          | Bosch KE/GA 1/8/Beru 214 Ge (36 W)                                                                                             | Bosch KE/GA 1/8/Beru 214 Ge (36 W)                                                                                             | Bosch KE/GA 1/8/Beru 214 Ge (36 W)                                                                                             | Bosch KE/GA 1/8/Beru 214 Ge (36 W)                                                                                             | Bosch KE/GA 1/8/Beru 214 Ge (36 W)                                                                                             | Bosch KE/GA 1/8/Beru 214 Ge (36 W)                                                                                             | Bosch KE/GA 1/8/Beru 214 Ge (36 W)                                                                                             | Bosch KE/GA 1/8/Beru 214 Ge (36 W)                                                                                             | Bosch KE/GA 1/8/Beru 214 Ge (36 W)                                                                                             | Bosch KE/GA 1/8/Beru 214 Ge (36 W)                                                                                             | Bosch KE/GA 1/8/Beru 214 Ge (36 W)                                                                                             | Bosch KE/GA 1/8/Beru 214 Ge (36 W)                                                                                             |
| Kraftstoffverbrauch nach DIN 70030 | 14,9 l / 100 km | 14,9 l / 100 km | 14,9 l / 100 km | 14,9 l / 100 km | 14,9 l / 100 km | 14,9 l / 100 km | 14,9 l / 100 km | 16,4 l / 100 km | 16,4 l / 100 km | 16,4 l / 100 km | Abhängig vom Auflieger | Abhängig vom Auflieger |

Gewichte in runden ( ) Klammern: Mit synchronisiertem Schaltgetriebe

Gewichte in eckigen [ ] Klammern: Mit verstärkten Reifen

Werte in geschweiften { } Klammern: Synchronisiertes Getriebe